# 304 (số)
304 (ba trăm linh tư) là một số tự nhiên ngay sau 303 và ngay trước 305.